# 大河内城
大河内城（おかわちじょう）は、三重県松阪市大河内町城山にあった日本の城（山城）。城は丘陵の北端に築造されており、東に阪内川、北に矢津川、西側と南側には深い谷が入り自然の要害であった。築城主は北畠満雅。

## 概要
応永22年（1415年）、南朝の伊勢国司北畠満雅が両統迭立を履行しない幕府に対する挙兵の際に、備えとして築城。弟の北畠顕雅を入れた。これにより顕雅は、北畠氏諸流・大河内氏の祖となった。
顕雅は、兄・満雅をよく助け活躍したが正長元年（1428年）、満雅が討ち死にすると、その子・教具はまだ7歳であった為、顕雅が職務を代行し、足利義教との和睦交渉を纏めた。
伊勢北畠氏からは大河内、木造、坂内、田丸、星合、岩内、藤方、波瀬の諸氏が分かれ出て、それぞれ御所と称した。 
木造御所は北畠庶流の筆頭であったが、木造御所は度々幕府側に付き、宗家と対立した。そのため田丸御所（田丸城）・坂内御所（坂内城）・大河内御所・（大河内城）の三家が北畠三御所となり、なかでも大河内御所は代々筆頭とされ、宗家が絶えたときは、これを継ぐ立場であった。
永禄年間、前伊勢国司であった北畠具教が、織田信長の伊勢侵攻に対し、嫡子・具房と共に多芸の霧山城（北畠神社）より大河内城に本拠地を移し、永禄12年（1569年）8月28日より籠城戦を行うも、信長の次男信雄に北畠の家督を譲る条件で和睦し、10月3日、具教、具房親子は城を退去した（大河内城の戦い）。
天正4年（1576年）、信雄が南伊勢を統治する拠点を田丸城に移したため、廃城となった。